# Coccomyces urceoloides
Coccomyces urceoloides är en svampart som beskrevs av Spooner 1990. Coccomyces urceoloides ingår i släktet Coccomyces och familjen Rhytismataceae.   Inga underarter finns listade i Catalogue of Life.